# Babaef II.
| R7 | E10 | bA | f |

| R7 | E10 | bA | f |

Babaef (známý také jako Chnumbaf) byl vezír ke konci 4. dynastie. Byl pravděpodobně synem Duaenrea, tedy vnukem Rachefa.

## Hrobka
Hrobka Babaefa je G 5230 (= LG 40).

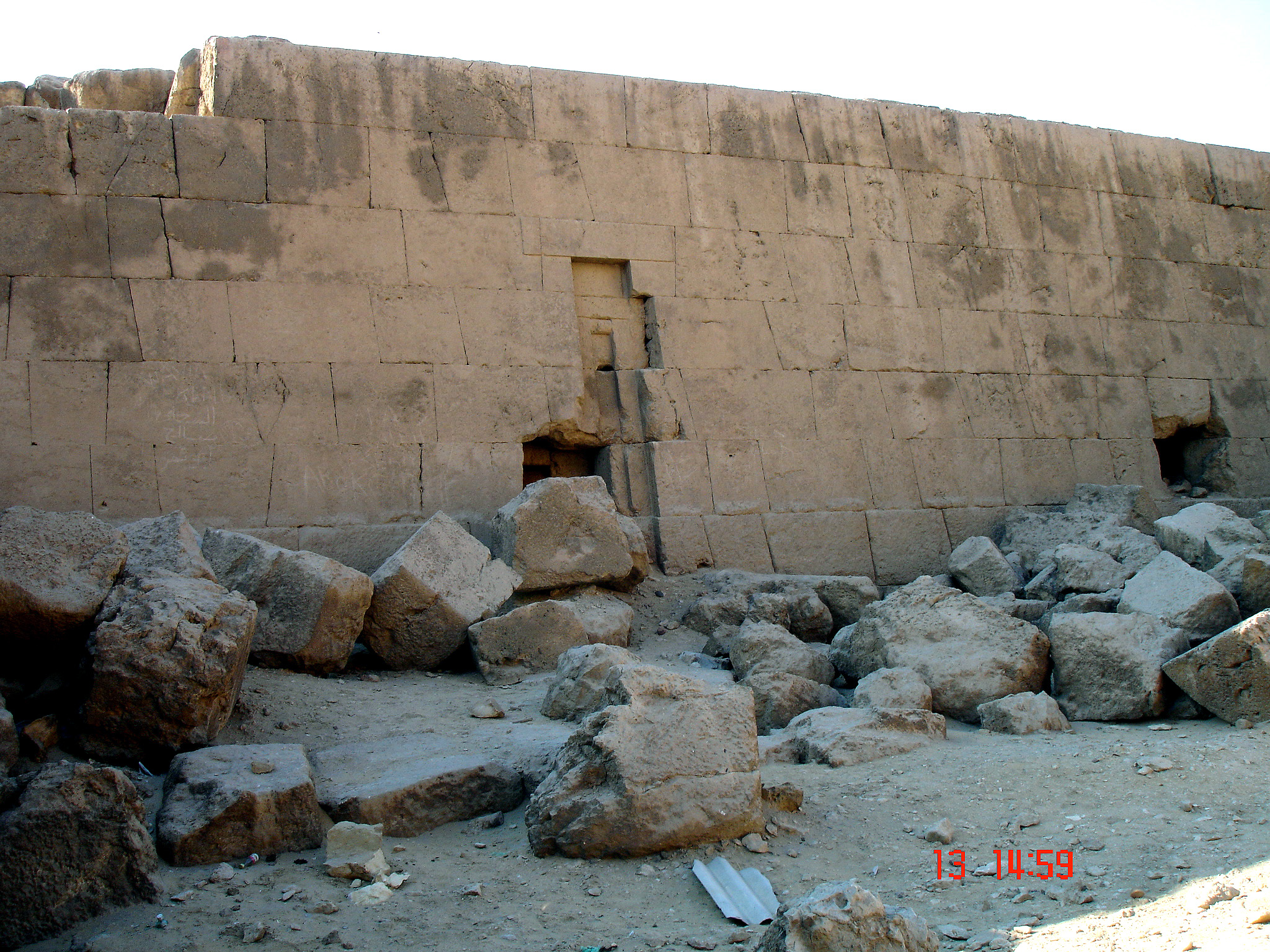
Hrobka G 5230

Hrobka byla vykopána roku 1914 a v serdabu bylo nalezeno několik velkých vápencových soch. Během vykopávek bylo nalezeno velké množství fragmentů soch rozptýlených na západ od hrobky.